# Johannes von Belser

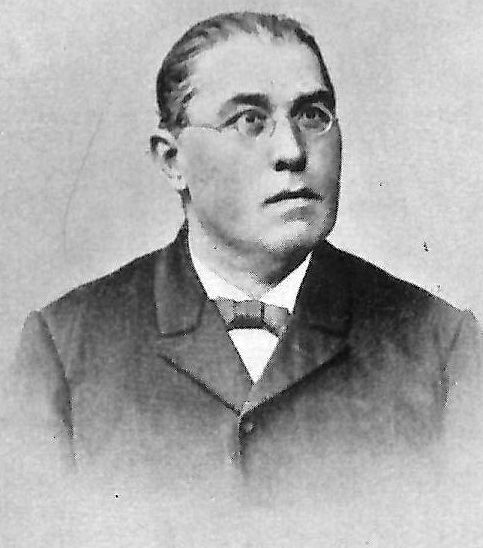
Johannes von Belser

Johannes Belser, ab 1906 von Belser, (* 30. Oktober 1850 in Villingendorf; † 20. Oktober 1916 ebenda) war ein deutscher katholischer Theologe. 

## Leben
Johannes Belser wurde am 30. Oktober des Jahres 1850 im Württembergischen Villingendorf geboren. Sein Vater war Flößer und Holzhändler. Belser studierte an der Universität Tübingen und am Wilhelmsstift und wurde im Jahr 1880 Lehrer eines Gymnasiums in Ellwangen. Er war Mitglied der Theologengesellschaft Herzynia Tübingen. Ab 1889 war er Professor der Exegese an der Universität Tübingen. Am 20. Oktober 1916 verstarb er in seiner Heimat.
Johannes von Belser wurde 1906 mit der Ehrenkreuz des Ordens der Württembergischen Krone ausgezeichnet, welches mit dem persönlichen Adelstitel verbunden war.

## Werke
- Geschichte des Leidens und Sterbens, der Auferstehung und Himmelfahrt des Herrn (1903)
- Das Evangelium des heiligen Johannes (1905)
- Die Briefe des heiligen Johannes (1906)
- Die Apostelgeschichte (1908)
- Die Epistel des heiligen Jakobus (1909)
- Der 2. Brief des Apostels Paulus an die Korinther (1910)
- Das Zeugnis des 4. Evangelisten für die Taufe, Eucharistie und Geistessendung (1912)
- Abriß des Lebens Jesu von der Taufe bis zum Tod (1916)